# Roses
Cet article possède un paronyme, voir Rose.
Rosas
Roses ou Rosas (officiellement Roses, prononcé en catalan : [ˈrɔ.zəs] ) est une commune de la comarque de l'Alt Empordà, province de Gérone, en Catalogne (Espagne). La ville est au nord de la baie à laquelle elle donne le nom – baie de Roses – et à l'extrême nord du golfe de Roses.
C'est un centre touristique avec de nombreuses urbanisations, hôtels et équipements, deux ports (pêche et sport). Il se trouve dans la zone septentrionale dont les reliefs s'élèvent sur le piémont pyrénéen.
Le climat est marqué par la tramontane et la proximité de la mer. La façade maritime est bordée d'une grande plage de sable – entre le nouveau port et le grau – et, plus à l'est, de nombreuses calanques, dont les plus connues sont les Canyelles Petites, l'Almadrava (ou les Canyelles Grosses), Murtra, Rustella, Montjoi, Pelosa, et Jóncols. Certains accidents géographiques sont notables, comme la pointe Falconera (surplombée d'une ancienne installation militaire où la nature a repris ses droits) et l'imposant cap Norfeu qui fait partie de la réserve du parc naturel du Cap de Creus.
Bien que le tourisme offre la principale source de revenus de Roses, le secteur primaire est également très présent avec l'agriculture (oliviers et vignes) et surtout la pêche, le port de Roses étant le plus important de toute la côte nord de la Catalogne devant celui de Palamos.

## Géographie
Commune située sur la Costa Brava, sur les rives de la mer Méditerranée au sud du cap de Creus. Elle donne sur la baie de Roses et le golfe de Roses. La ville est limitrophe de deux parcs naturels : celui du Cap Creus au nord et celui de l'Aiguamolls au sud-est. Au nord se trouve le massif des Albères servant de frontière entre la France et l'Espagne.
La ville de Roses, se situe ainsi par la route à environ 33 km du col des Balitres (vers Cerbère) et 42 km du passage de la frontière du Perthus.
Son orientation plein sud et sud-ouest combinée à un adossement aux toutes dernières collines des Albères lui confère un micro-climat réputé où la tramontane, vent dominant de la région, est quelque peu atténuée par rapport à d'autres sites du Nord de la Costa Brava.
Sa promenade maritime, notamment la partie en bout de  rambla, est très réputée pour offrir des couchers de soleil parmi les plus spectaculaires de la côte catalane.
Chaque été en juillet, de 2012 à 2017, Roses a accueilli une étape du tour de France à la voile.
Les communes limitrophes sont  Cadaqués, Castelló d'Empúries, El Port de la Selva, La Selva de Mar et Palau-Saverdera.

## Toponymie
Le nom dérive de la colonie grecque fondée au IVe siècle av. J.-C. et dont le nom est attesté sous les formes suivantes : Ῥόδη « Rhóde », Ῥόδος « Rhódos », Ῥοδίπολις « Rhodípolis », ou Ῥόδη πόλις « Rhódi pólis ». La conquête romaine a entrainé la latinisation du toponyme en Rhodus, ce qui a ensuite évolué vers Rhodes, Rodes (Xe siècle) puis Roses (XIVe siècle).
En catalan le nom de la ville est [ˈrɔ.zəs] , qui s'écrit Roses ; depuis 1978 il est le nom officiel de la commune. Historiquement la forme Rosas pouvait aussi être rencontrée, étant donné qu'elle se prononce de façon identique localement (mais pas partout en catalan, cf. dialectologie de la langue catalane) ; depuis 1917 elle n'est définitivement plus considérée comme correcte.
Le castillan, quant à lui, a également hésité entre les deux formes avant que Rosas (prononcé ['ro.sas] ) ne s'impose. Elle sera le seul nom officiel jusqu'en 1978, le nom catalan Roses n'étant pas reconnu par les autorités. Cependant, le changement du nom officiel a entrainé un changement d'habitudes, et aujourd'hui le castillan utilise l’orthographe Roses. Rosas peut encore être trouvée dans certaines publications particulièrement conservatrices (tels certains articles, mais pas tous, du journal La Razón,), mais exclusivement ailleurs qu'en Catalogne et est surtout considérée comme archaïsante et désuète.
Bien que l'étymologie du toponyme n'aie aucun lien avec la fleur, l'homonymie avec les « roses » a conduit cette fleur à être adoptée comme emblème de la ville. Le blason de la ville adopté en 1992, trois roses sur fond blanc, est une référence à ce fait.
L'ancien toponyme Rodes est restée dans la mémoire vivante et est employé pour certains lieux environnants (tels le monastère de Sant Pere de Rodes et la Serra de Rodes (ca)).
Pour ce qui concerne le français, les deux formes — Roses et Rosas — sont utilisées, avec une prononciation française ; Roses est dominant sans que Rosas n'ait disparu.

## Histoire
L'espace occupé par Roses était occupé à l'époque néolithique. On y trouve une grande quantité de mégalithes, notamment le dolmen de la Creu d'en Cobertella, l'un des plus grands de Catalogne, daté de 3000 av. J.-C.
Cependant, les plus anciennes origines historiques de Roses remontent à la colonie grecque de Rhode, fondée par les Marseillais durant le second quart du IVe siècle av. J.-C. et non par les Rhodais au VIIIe siècle av. J.-C. comme le veut la tradition. Cette colonie primitive était située au nord-ouest de la ville moderne, au lieu de la citadelle, et fut un établissement commercial grec destiné à commercer avec les indigènes ibères habitant l'actuelle Empordà.

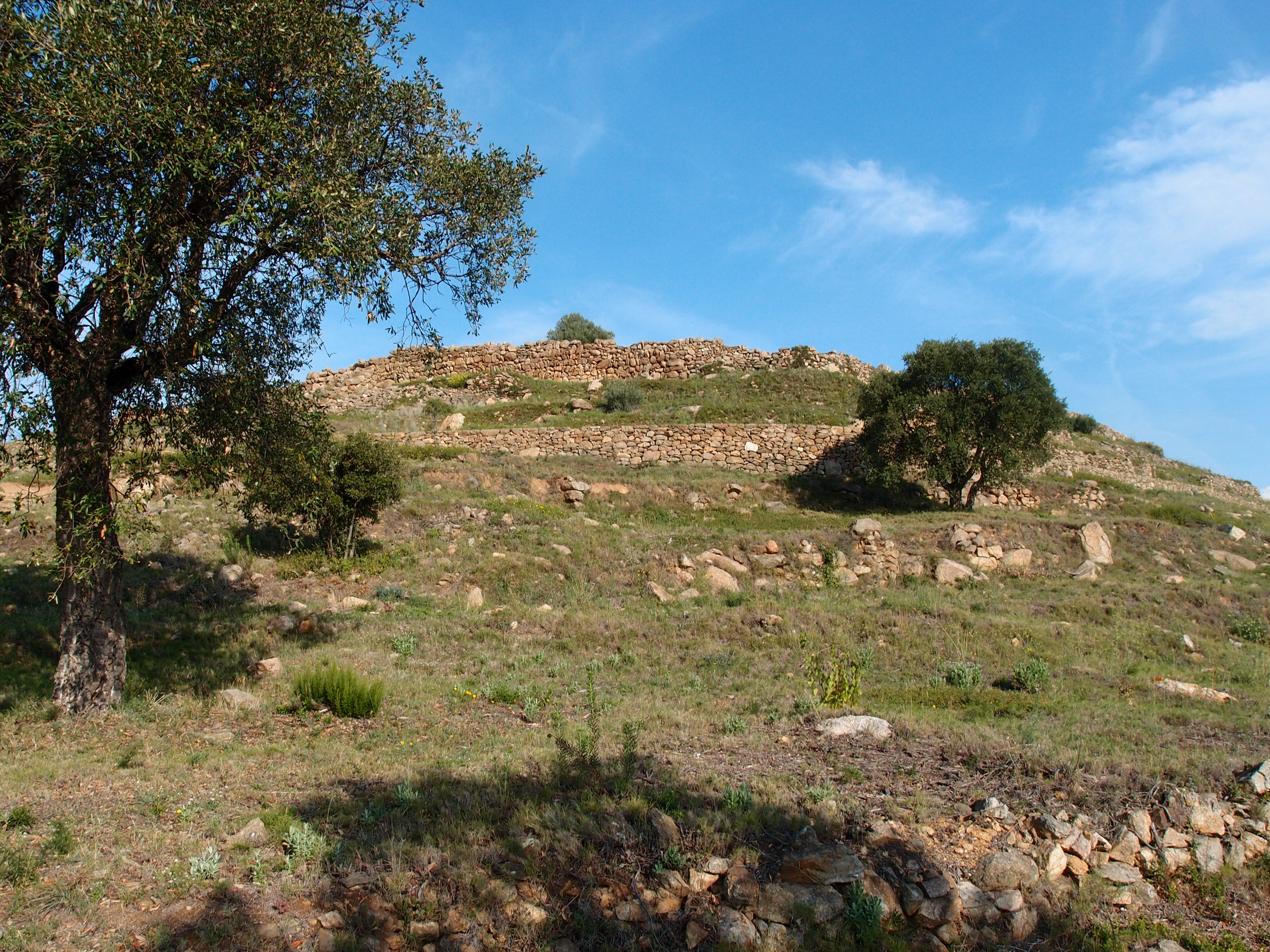
« Castrum » au Puig Rom

Conquise par les Romains durant la deuxième guerre punique, une garnison hispanique au Puig Rom,, fut installée à l'acropole de Rhode et fut vaincue durant la révolte de 197 av. J.-C..
À partir du Moyen Âge, et jusqu'à la fin des seigneuries féodales au XIXe siècle la ville faisait partie du comté d'Empúries dont elle servait de port principal. Les comtes firent bâtir le monastère de Roses, au Xe siècle sur les restes de la ville antique et qui accumula des possessions importantes, formant un condominium. Le noyau urbain entourant le monastère dépendait initialement du comté, mais sa santé économique et sa situation géographique privilégiée lui permirent d'obtenir une large indépendance municipale en 1402.
Ce sont les mêmes raisons qui poussèrent à fortifier Roses la même année, pour se protéger des attaques perpétuelles de pirates depuis la mer et des invasions françaises, non moins fréquentes, depuis la terre.
La première de ces attaques françaises fut la croisade contre la Couronne d'Aragon menée en 1285 où l'armée française de Philippe III occupa Roses et utilisa le port comme base arrière pour envahir l'Empordà et assiéger Gérone. La défaite française – la première dans cette baie – força la retraite du roi de France devant Roger de Llúria, avant la bataille du col de Panissars. Llúria réoccupa Roses après qu'elle eut été incendiée par les Français.
Roses devint une escale importante pour le commerce vers les îles Baléares, l'Italie et l'Afrique du Nord. Pierre le Cérémonieux en fit le point de départ de son expédition militaire en Sardaigne en 1354.

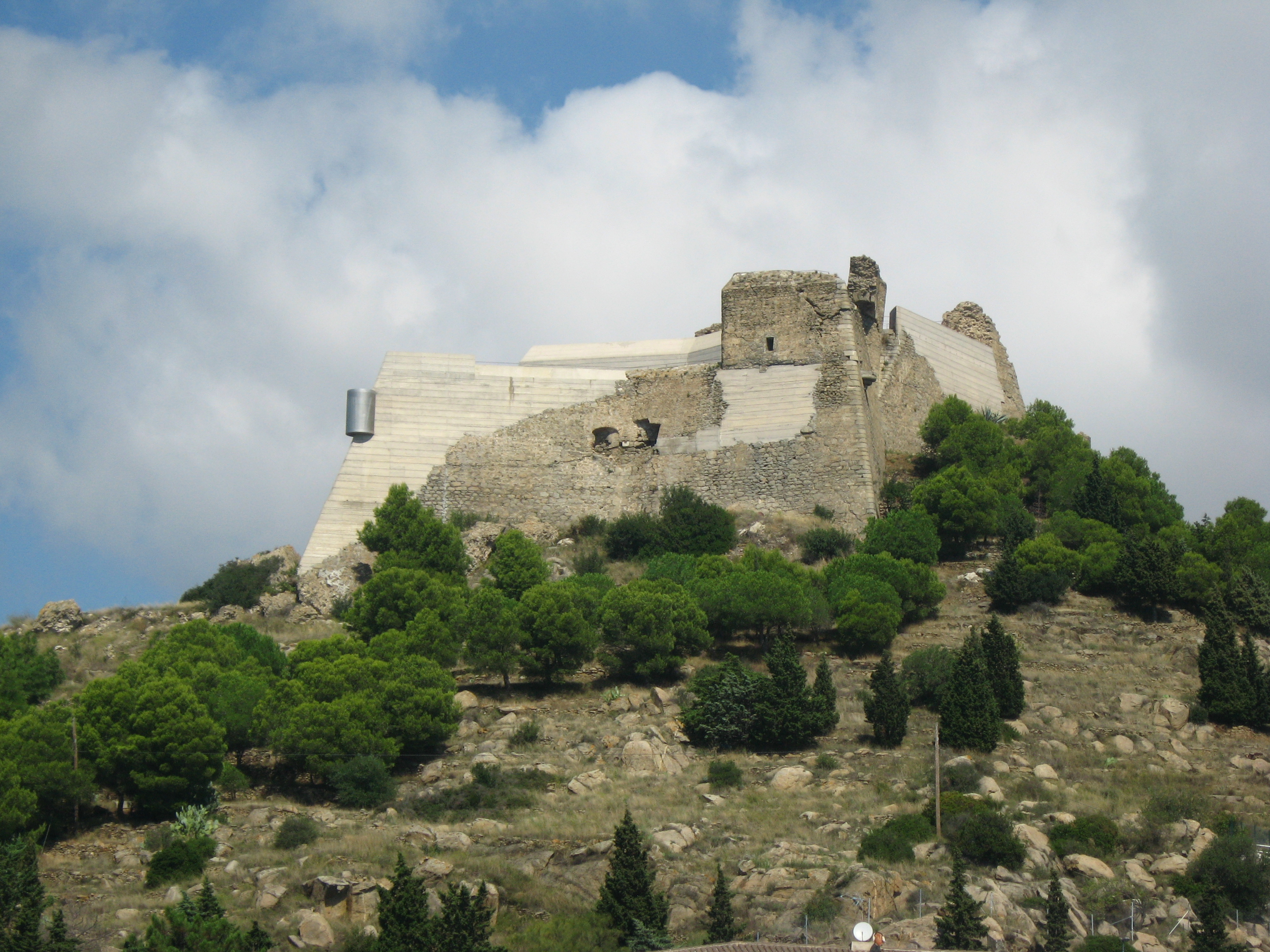
Le château de la Trinité.

Au XVIe siècle, le roi Charles Quint fit construire une forteresse, la Citadelle de Roses, pour défendre la place contre les attaques des pirates sarrasins et français.
La ville est occupée à plusieurs reprises par les Français : 1645-1659, 1693 (ca)-1697, 1719 (ca), 1794-1795, 1808-1814. La construction de l'église paroissiale Santa Maria a débuté en 1792 et s'est poursuivie dans la première moitié du XIXe siècle, dans le style néo-classique.
Trois maisons modernistes du début du siècle sont situées Plaça de Catalunya, à côté de la mairie.

Le théâtre municipal a été construit en 2006, dans le style post-moderne (architectes : Joan Tarrus, Jordi Bosch et Manuel Bosch).

Le célèbre restaurant El Bulli de Ferran Adrià, classé à plusieurs reprises « meilleur restaurant du monde » dans les années 2000, est à la sortie de Roses, dans la petite crique appelée Calla Montjoi. Il est devenu depuis 2022 un musée consacré à la gastronomie.

## Population et société

### Démographie
Roses est la 10ème ville de la province de Gérone au-delà du seuil des 20.000 habitants permanents et se situe fin 2024 au rang de 68eme ville de Catalogne sur les 70 dépassant ce seuil.
Roses a franchi une première fois le seuil des 20 000 habitants en 2009 avec un pic à 20 542 au recensement de fin 2010, au sens de résidents permanents (empatronament), particulièrement important pour les municipalités sur le plan administratif et financier en Espagne. Depuis la population avait régressé légèrement à cause de la crise économique qui a engendré le départ de certains travailleurs notamment d'origine marocaine. C'est ainsi que le recensement fin 2017 aboutit à un tassement de la population permanente officielle à 19216 habitants. Cette baisse pouvait toutefois être relativisée par la présence de plus en plus nombreuse de doubles résidents, notamment ressortissants de l'UE, non enregistrés comme résidents municipaux.
Fin 2022, la répartition entre les résidents de nationalité espagnole et de toutes nationalités étrangères était de 69,8% / 30,2% (source municipale).
Depuis 2018, la population est repartie en croissance régulière pour de nouveau franchir le cap essentiel des 20.000 habitants fin 2023 avec 20140 habitants permettant ainsi un nombre supérieur de conseillers municipaux lors des prochaines élections locales mais aussi l’accès à d’autres types de subventions ou financements publics.
La ville a néanmoins connu une croissance régulière depuis les années 70 où elle comptait encore moins de 10 000 habitants. Roses est donc désormais la seconde ville de la comarque de l'Alt Empordà après Figueres et sa plus grande agglomération côtière. Elle devient ainsi, en décembre 2023, la 10e ville de l'ensemble de la province de Gérone à dépasser le seuil des 20000 habitants.
En tant que ville à vocation essentiellement touristique, son infrastructure commerciale dépasse largement celle d'une ville de cette importance. En effet, au cœur de la saison d'été, la population y est multipliée par cinq à six, pouvant donc atteindre les 120 000 habitants.
‌

## Économie
C'est un lieu réputé pour le tourisme balnéaire dans cette région et on y dénombre beaucoup d'hôtels et immeubles de locations estivales. Ayant atteint le seuil des 20 000 habitants en 2009, Roses a obtenu de l'État son classement en tant que ciudad, ce qui en fait désormais, avec Figueras, la seconde ville de l'Alt Empordà. La proximité de la frontière française et le cadre de sa baie expliquent sans doute l'importance des résidents européens et notamment français, comme dans le secteur des commerces. La communauté française est ainsi estimée à plus de 2 000 résidents[réf. nécessaire]pour l'ensemble des communes de la baie de Roses. D'autres Européens, Belges, Allemands, Néerlandais ou Britanniques sont soit retraités permanents soit propriétaires de résidences secondaires alors qu'une communauté marocaine importante réside également de manière continue. Roses se caractérise donc par une ambiance cosmopolite sans doute encore un peu plus prononcée que dans d'autres villes du littoral de la Costa Brava. Dans la perspective d'une croissance démographique maîtrisée, avec un objectif de 28 000 habitants maximum d'ici 2030, un nouveau plan d'urbanisme a été validé au début de 2010. Sur le plan urbanistique, la ville se compose notamment d'un centre-ville, du quartier de la marina Santa Margarida vers le sud-ouest, du secteur résidentiel Puig Rom-Canyelles-Almadrava au Nord-Est vers le cap de Creus et des quartiers périphériques dits des Mas (Busca, Garrigues, Fumats, Matas, Oliva).
Sa flotte de pêche traditionnelle est toujours importante aujourd'hui. Le port de Roses partage ainsi avec celui de Blanes la place de premier port de pêche de la Costa Brava.
L'arrivée du TGV à Figueras via Perpignan dès la fin 2010 constitue sans doute un atout important à son développement économique et touristique. En 2011, malgré la crise économique, Roses fut ainsi la seule ville de la province de Gérone où le nombre de transactions immobilières restait en croissance par rapport à l'année précédente. Ainsi, en pleine période de crise, Roses s'est affirmée en tant que capitale côtière de l'Empordà grâce à son dynamisme économique et à sa position stratégique qui lui préservent son attractivité même dans un environnement difficile.

## Santa Margarita
La marina de Santa Margarita est un quartier au sud-ouest de la ville avec de 12 km de canaux.

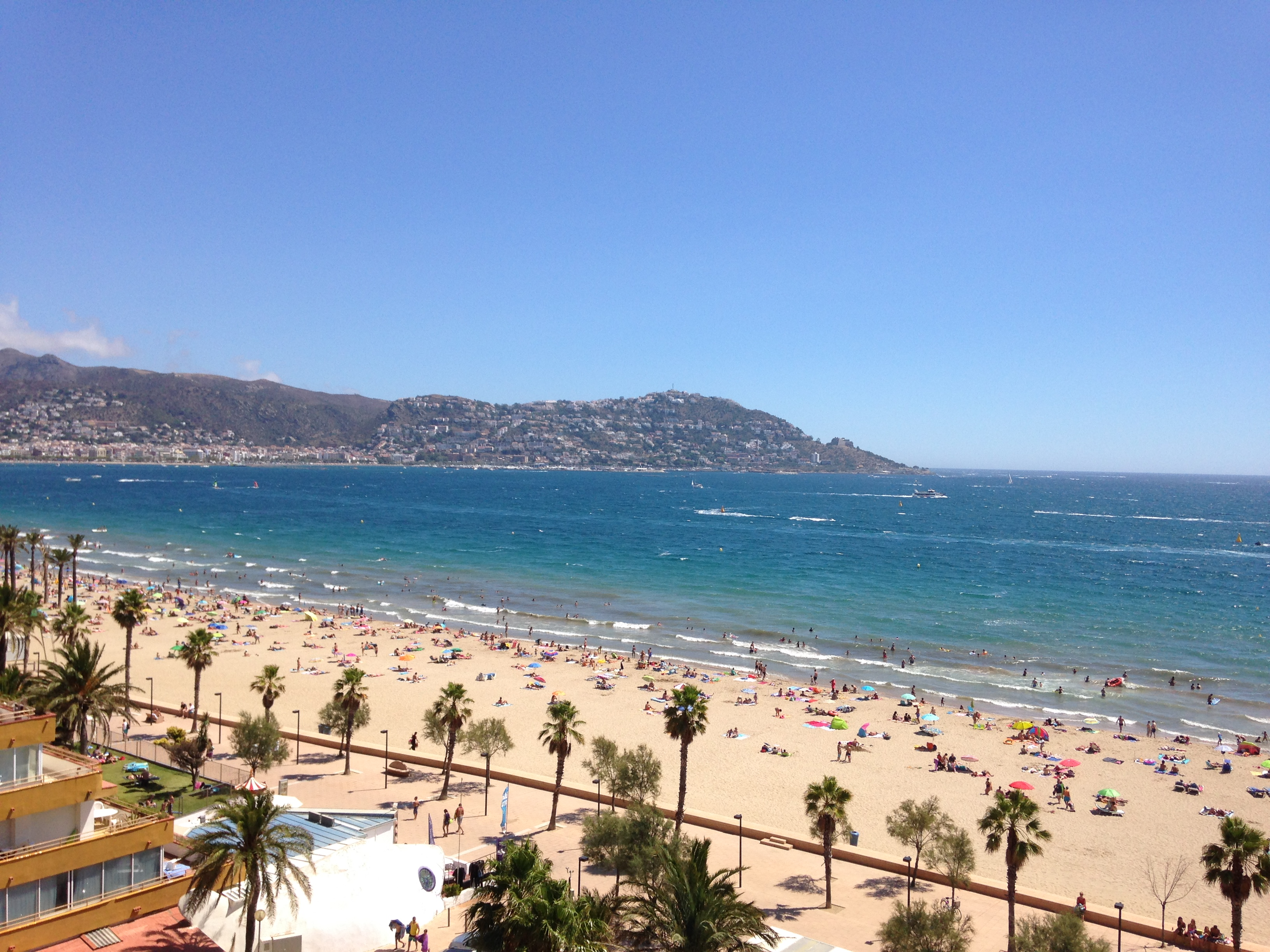
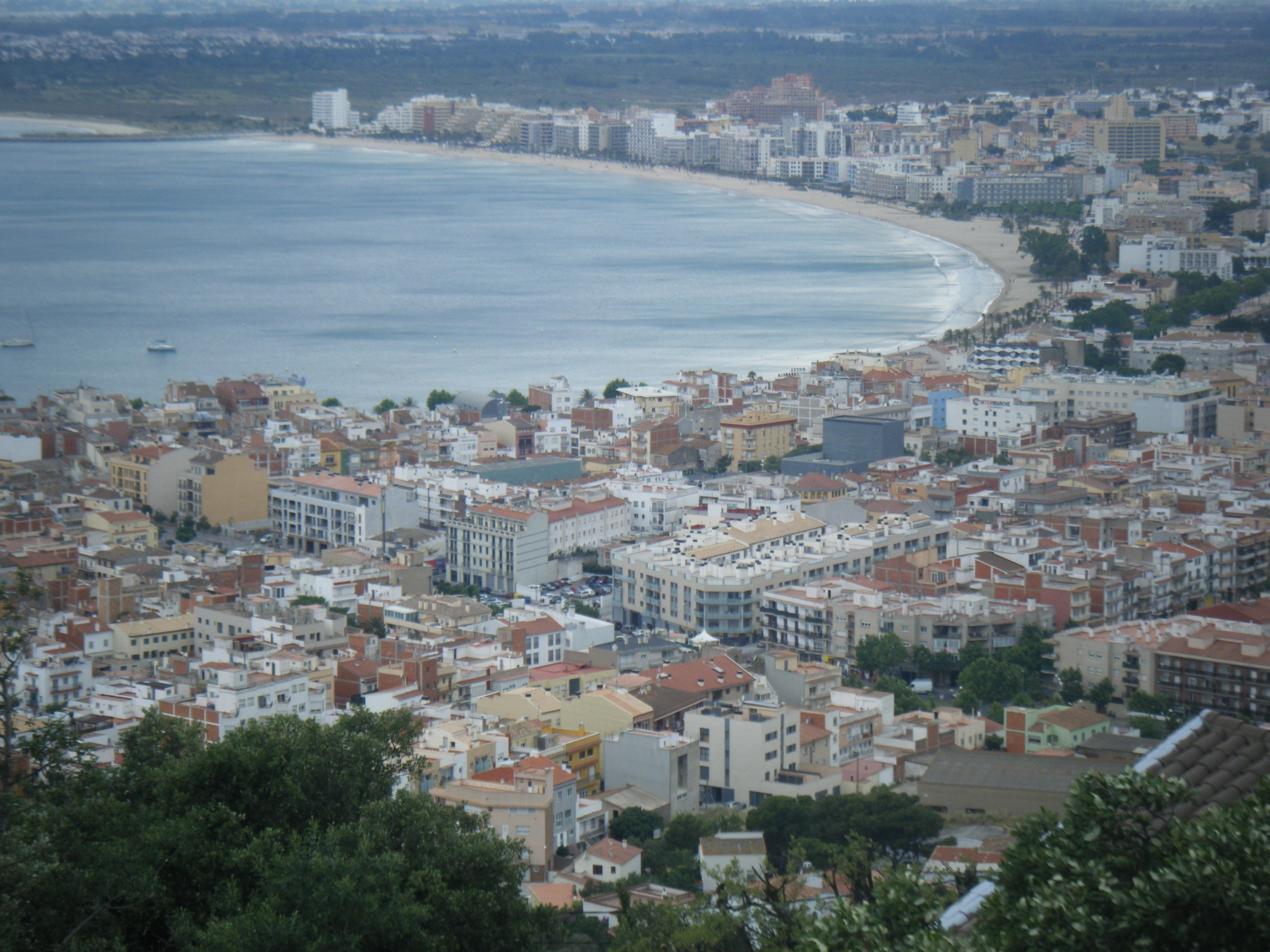

## Personnalités liées à la commune
- Guillem-Manuel de Rocafull, grand d'Espagne qui prend part à la défense de la commune en 1674[14];
- Maria Pi Ferrer (1884-1960), universitaire et écrivaine catalane;
- Joseph Katz (1907-2001) général français inhumé dans le cimetière communal;
- Jean Falp (1868-1943) architecte de style Art nouveau

## Photos

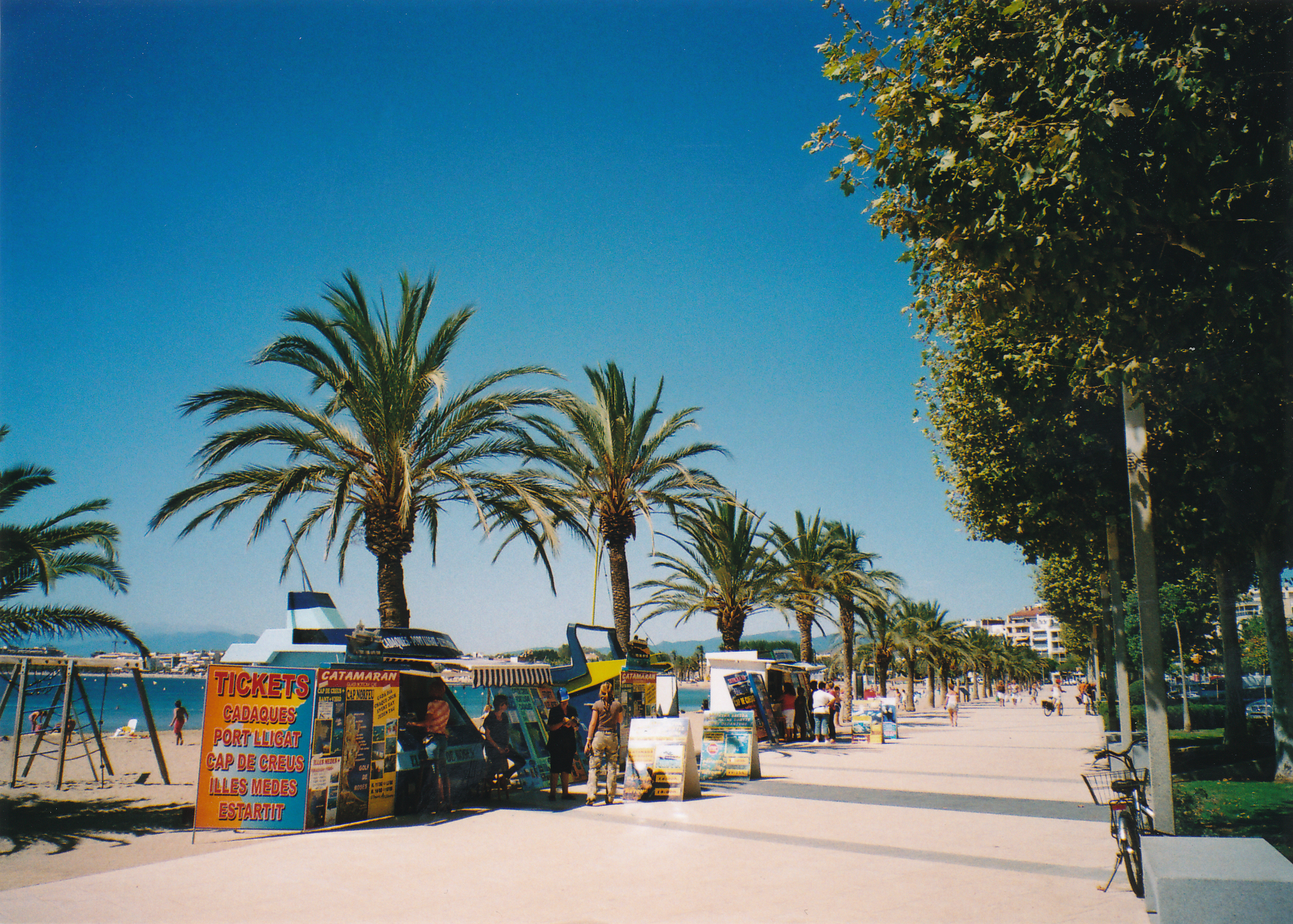
La promenade maritime bordée de palmiers.
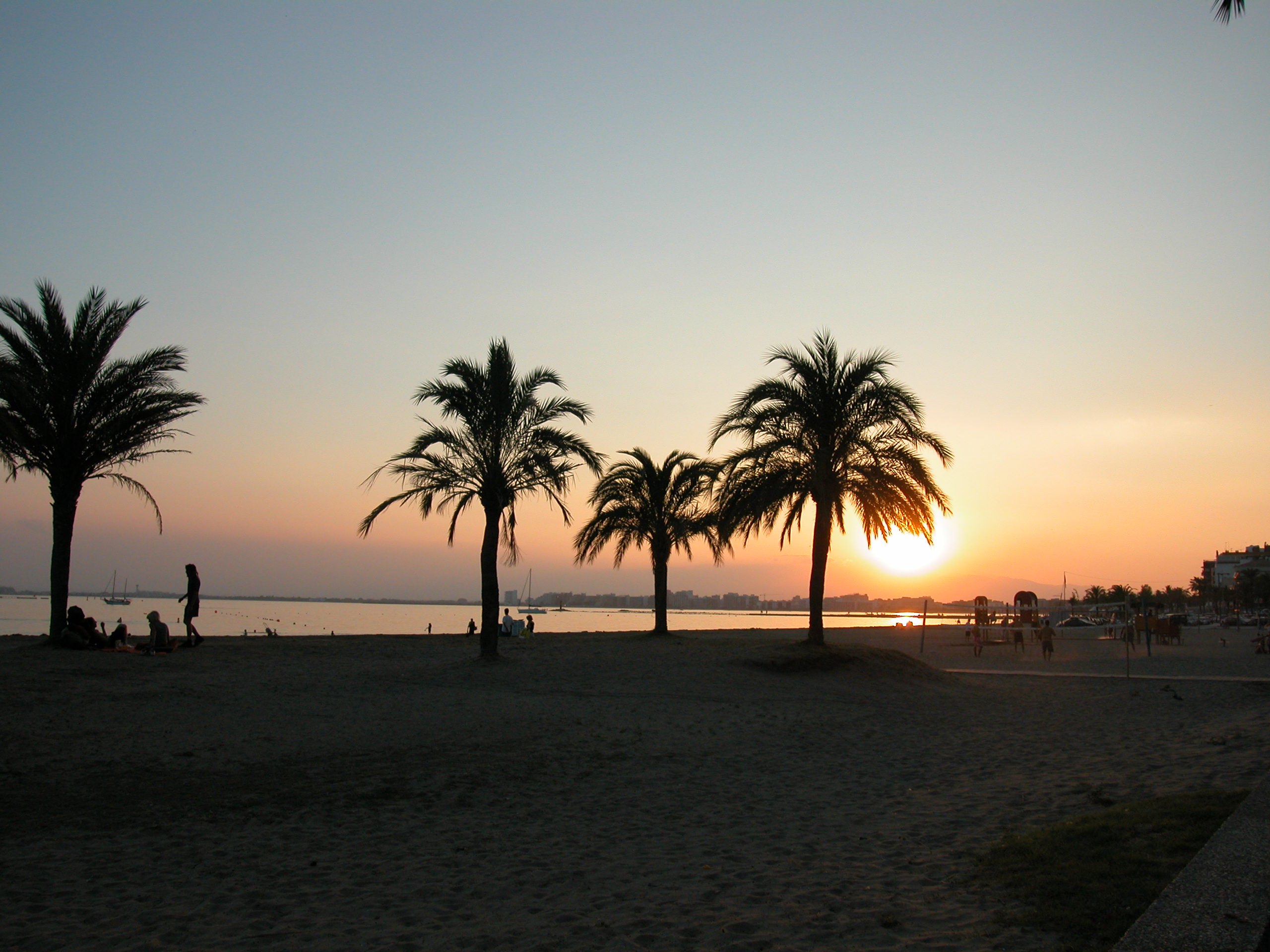
Coucher de soleil sur la promenade maritime.
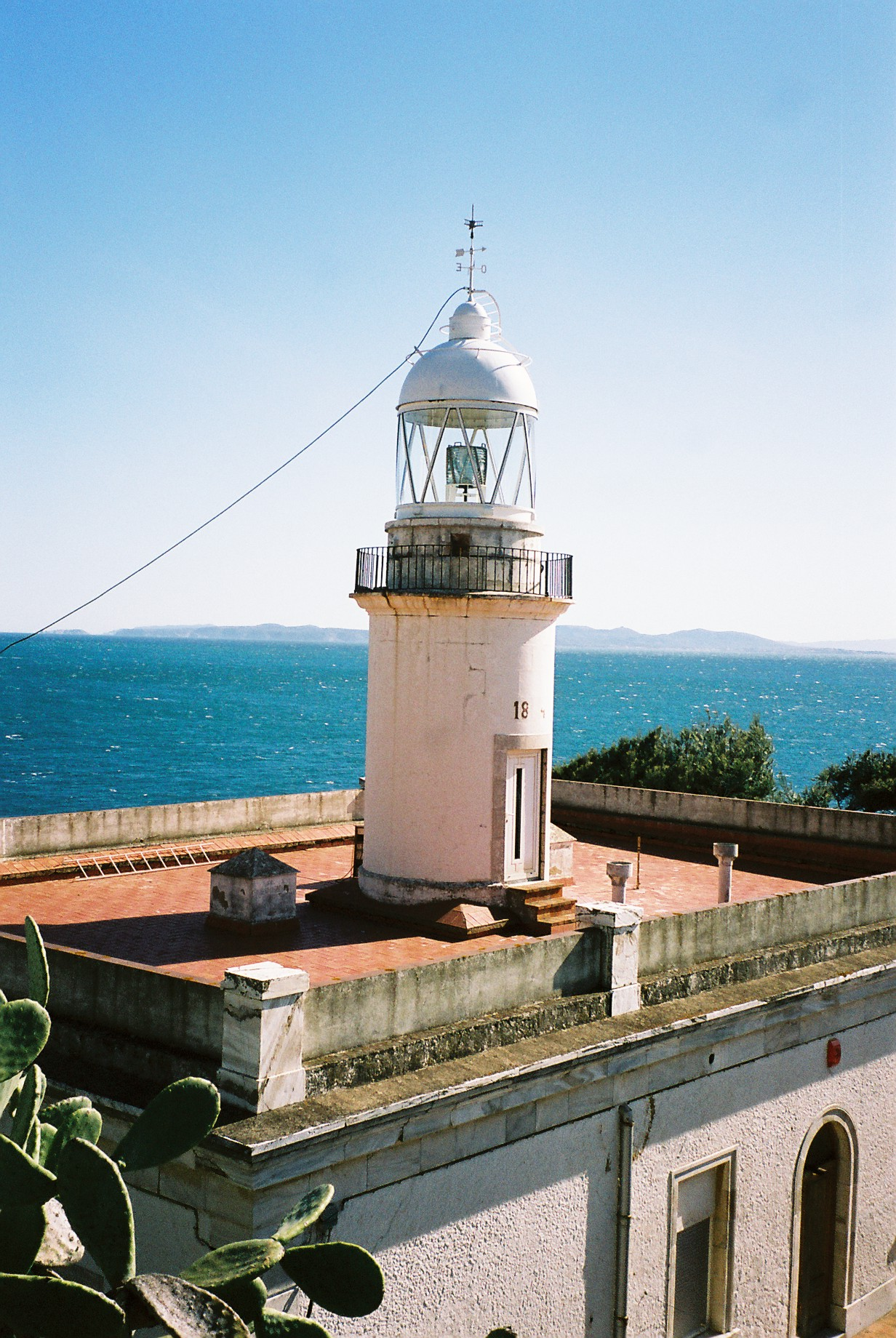
Le vieux phare.
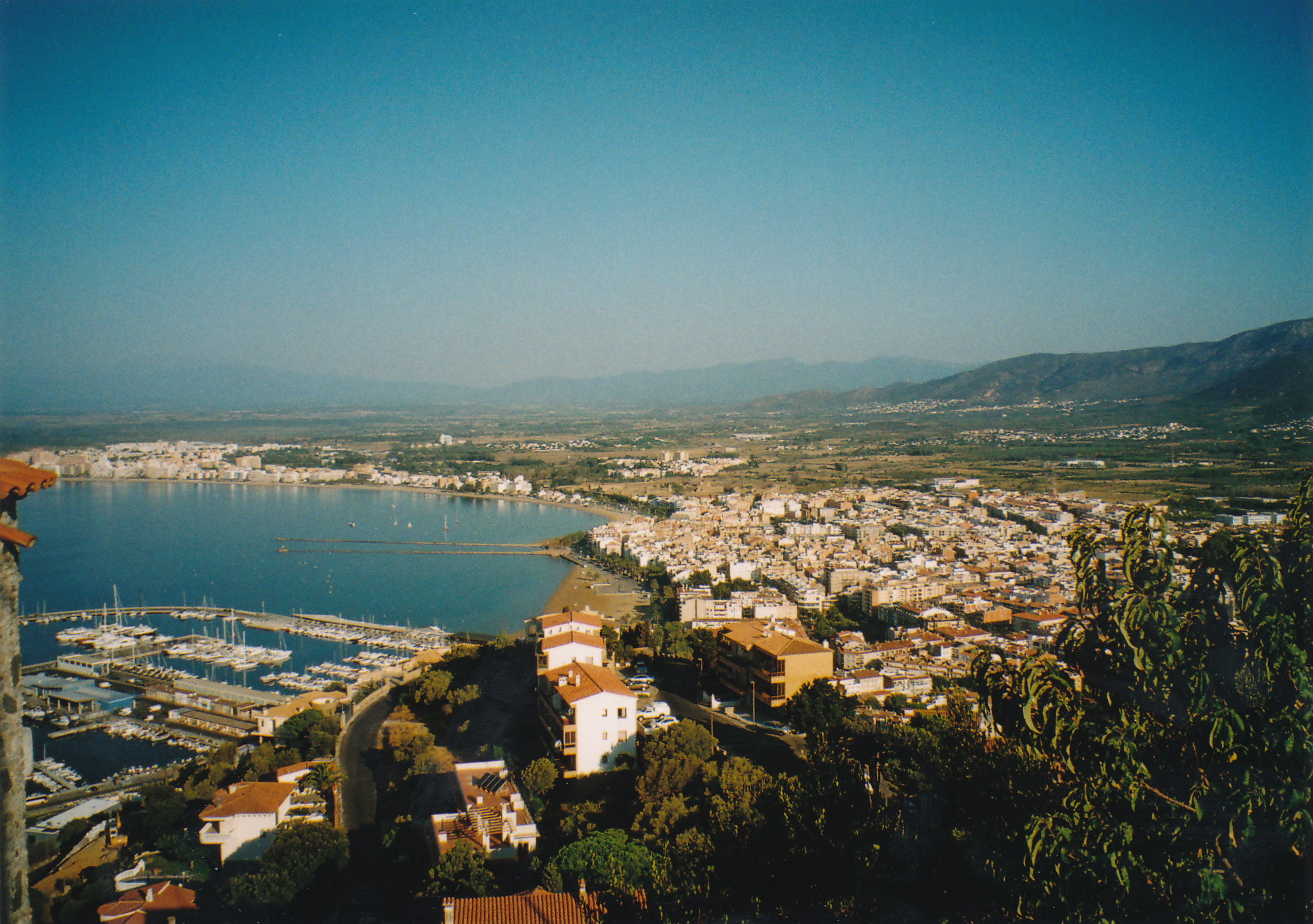
Vue sur Roses et le port de plaisance.
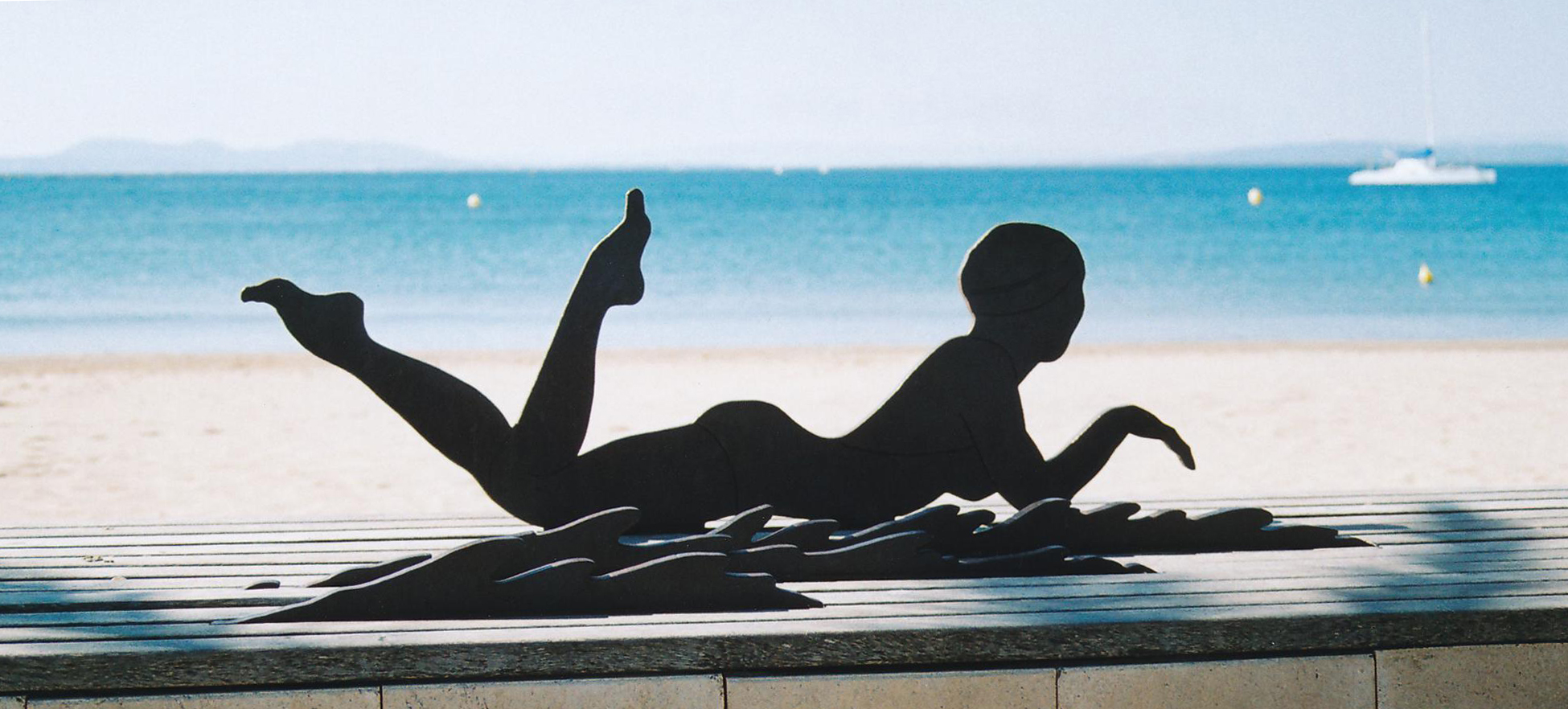
Sculpture sur la plage.
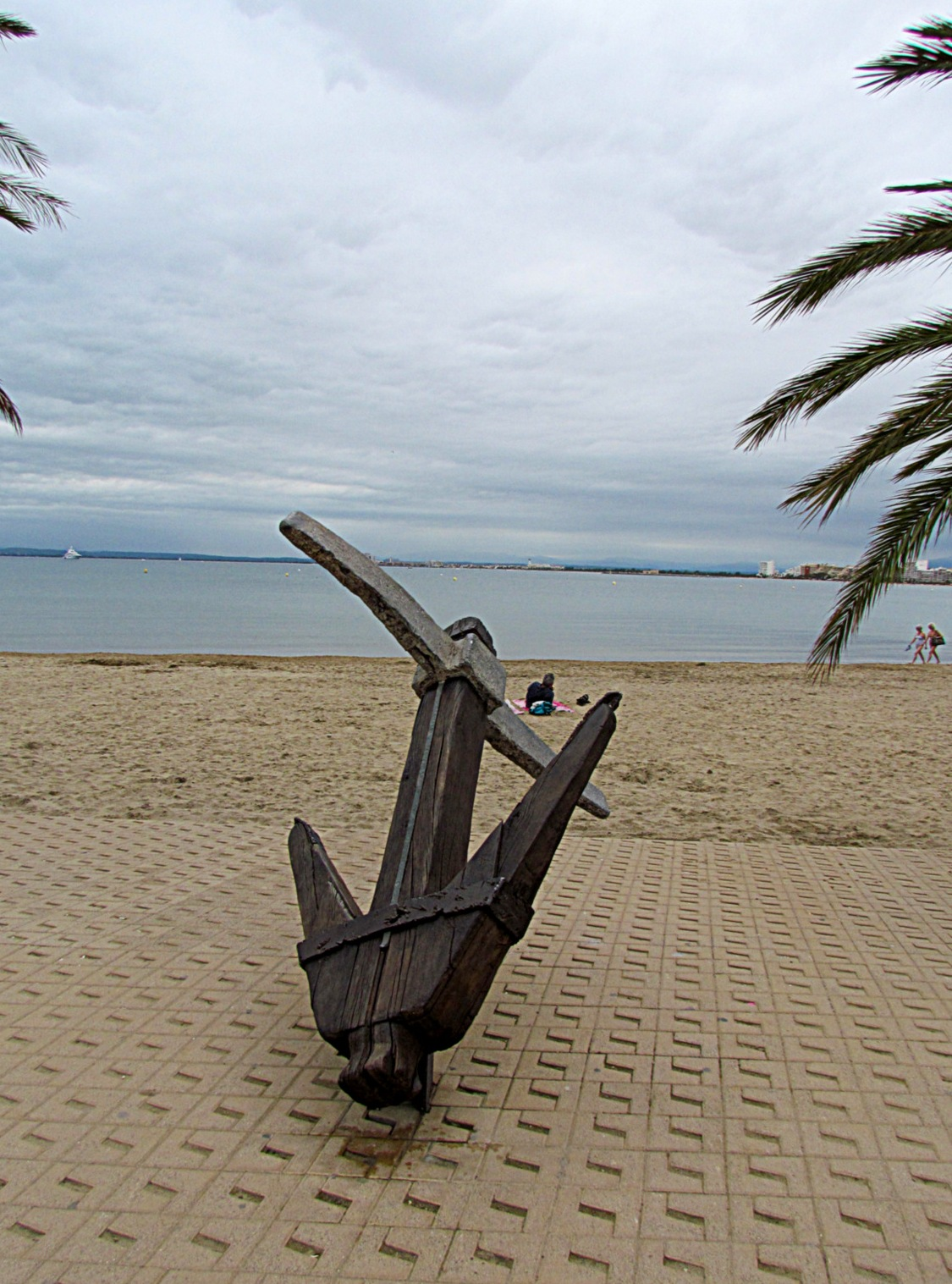
Reconstitution d'une ancre romaine sur la promenade du bord de mer.
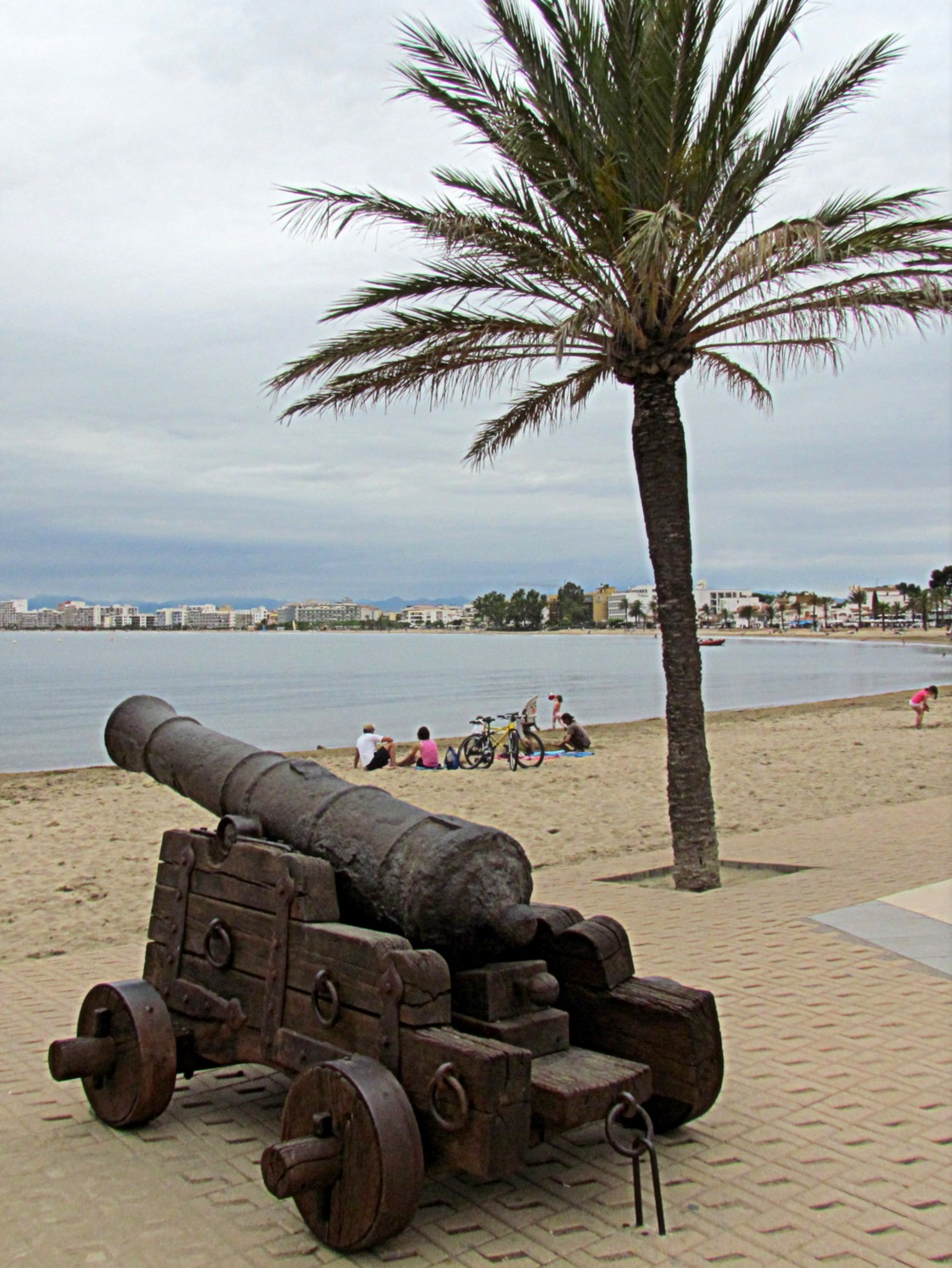
Sur la promenade du bord de mer.
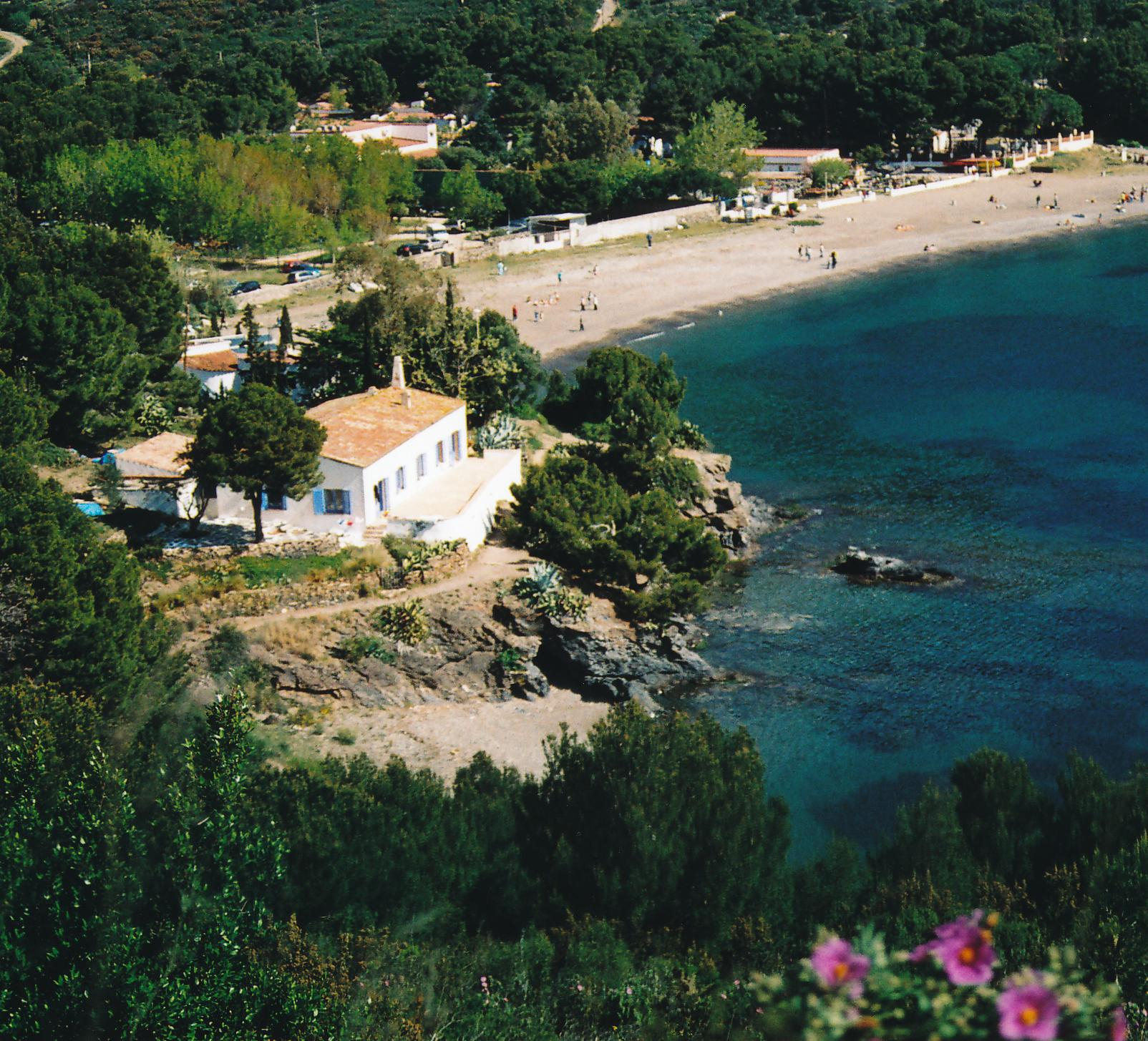
Restaurant "El Bulli" de Ferran Adrià à Cala Montjoi.
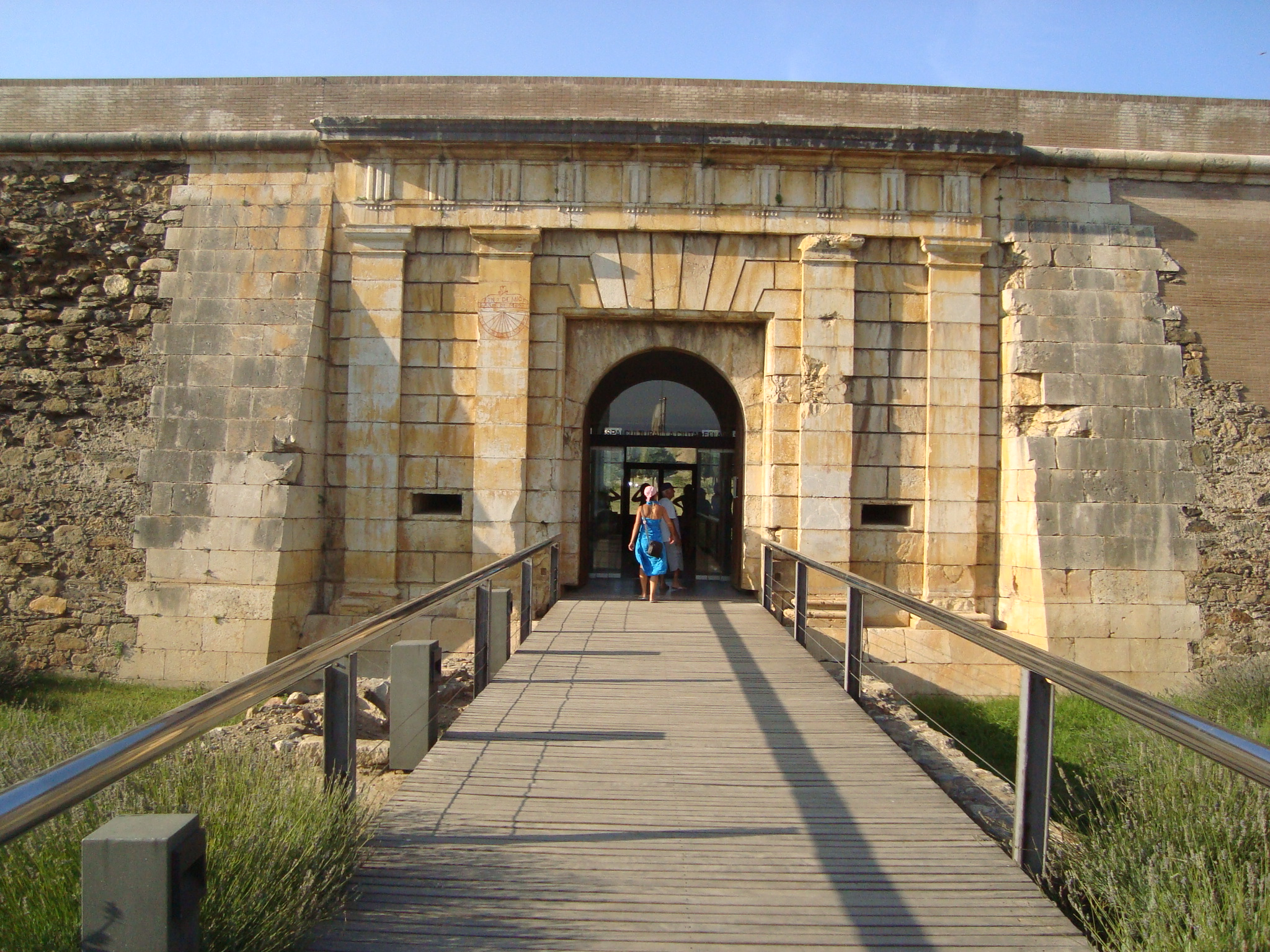
Entrée de la citadelle de Roses (porte de la mer).
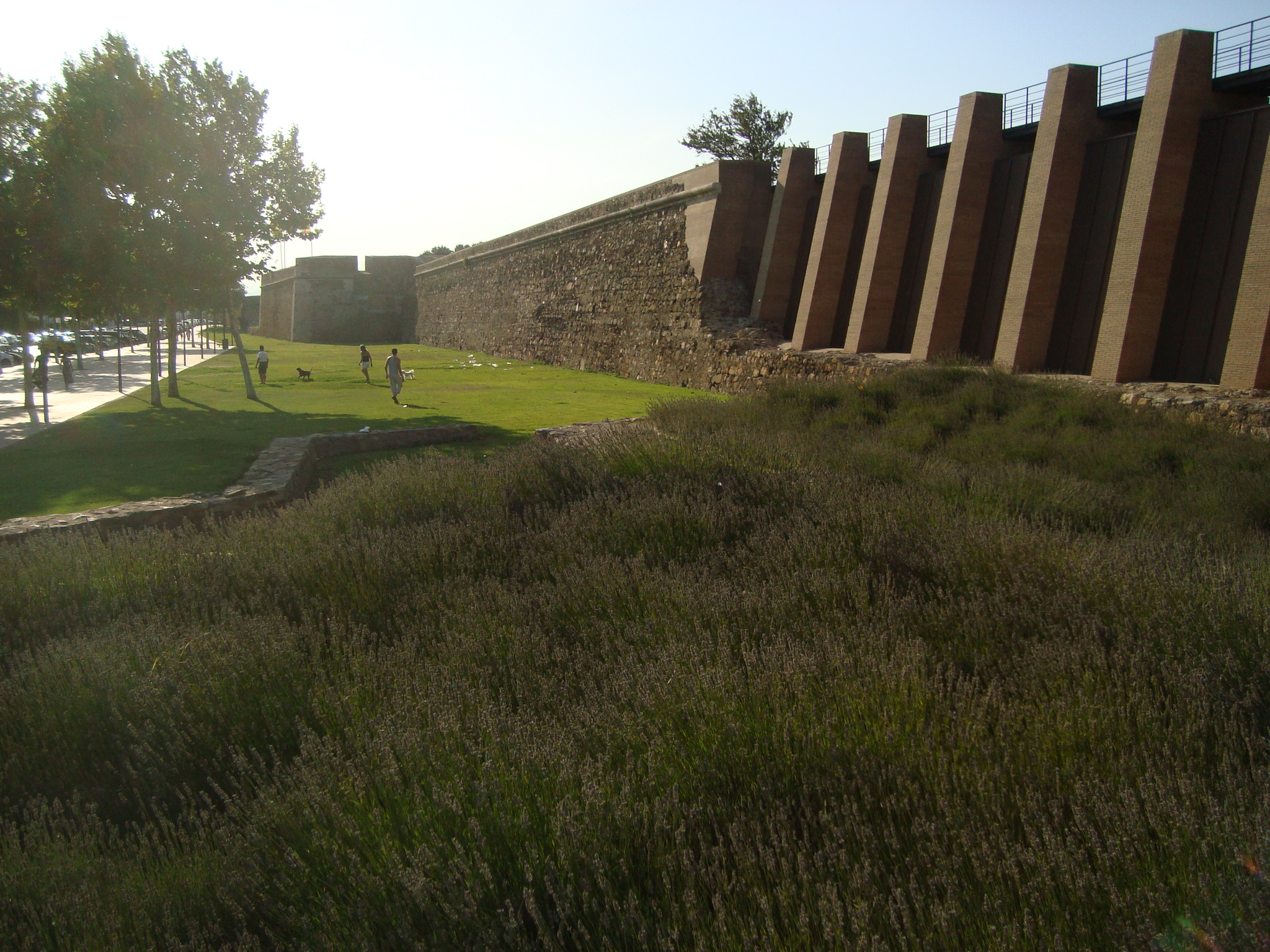
Citadelle de Roses.
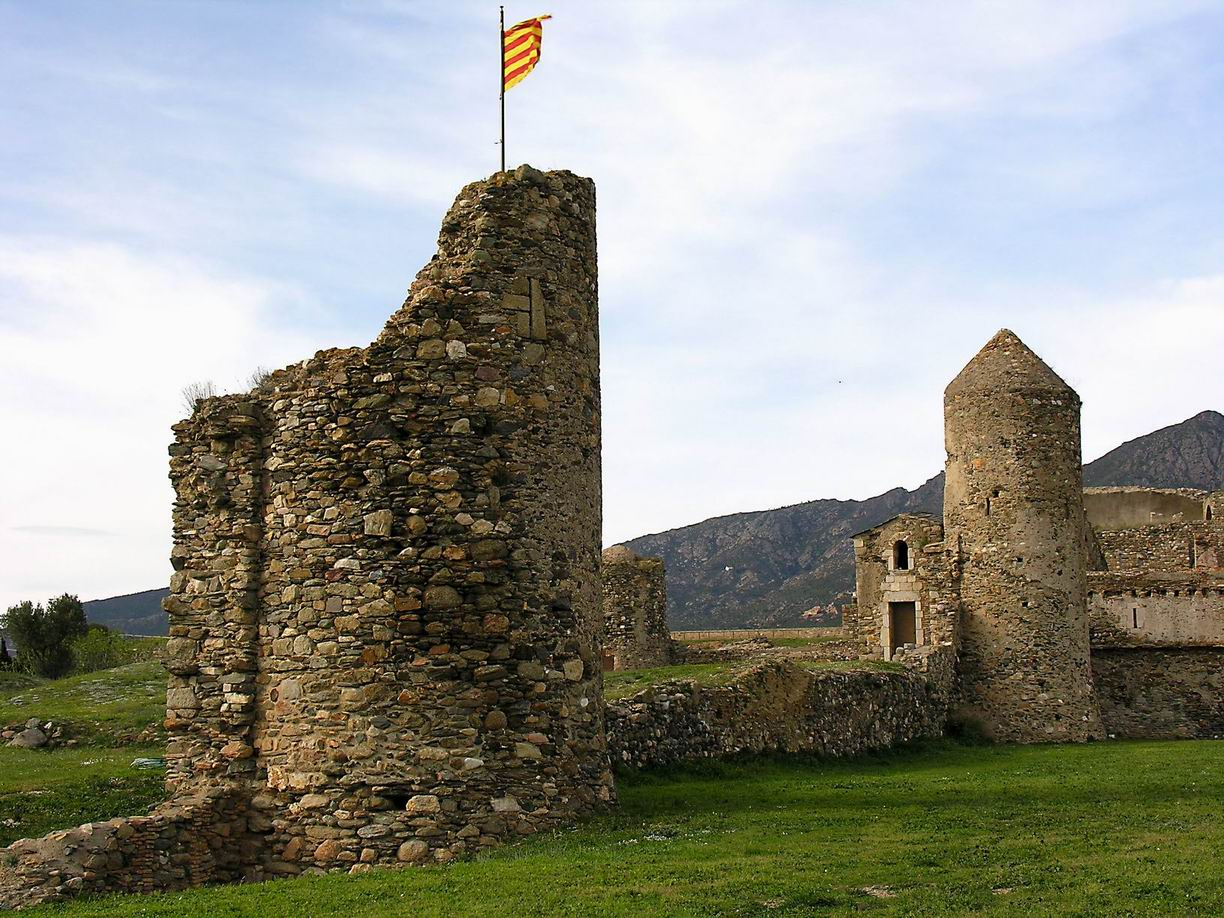
Les fortifications médiévales.
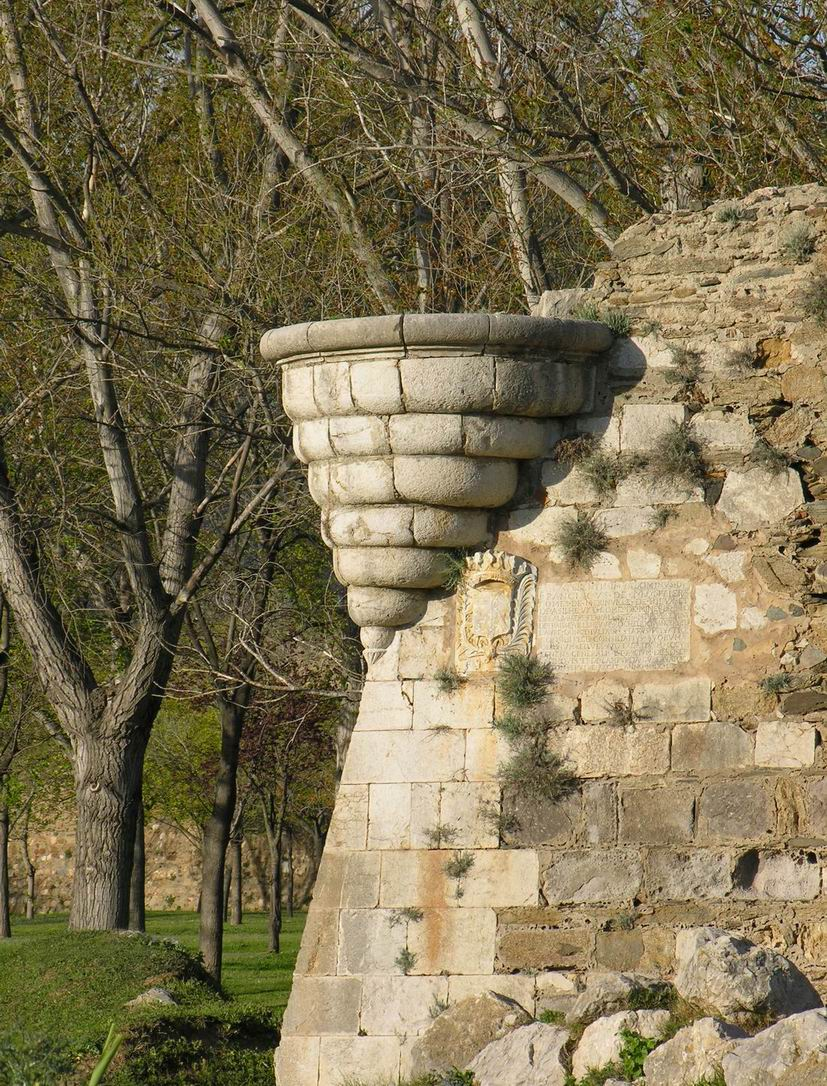
Le "Cossi de la Reina".
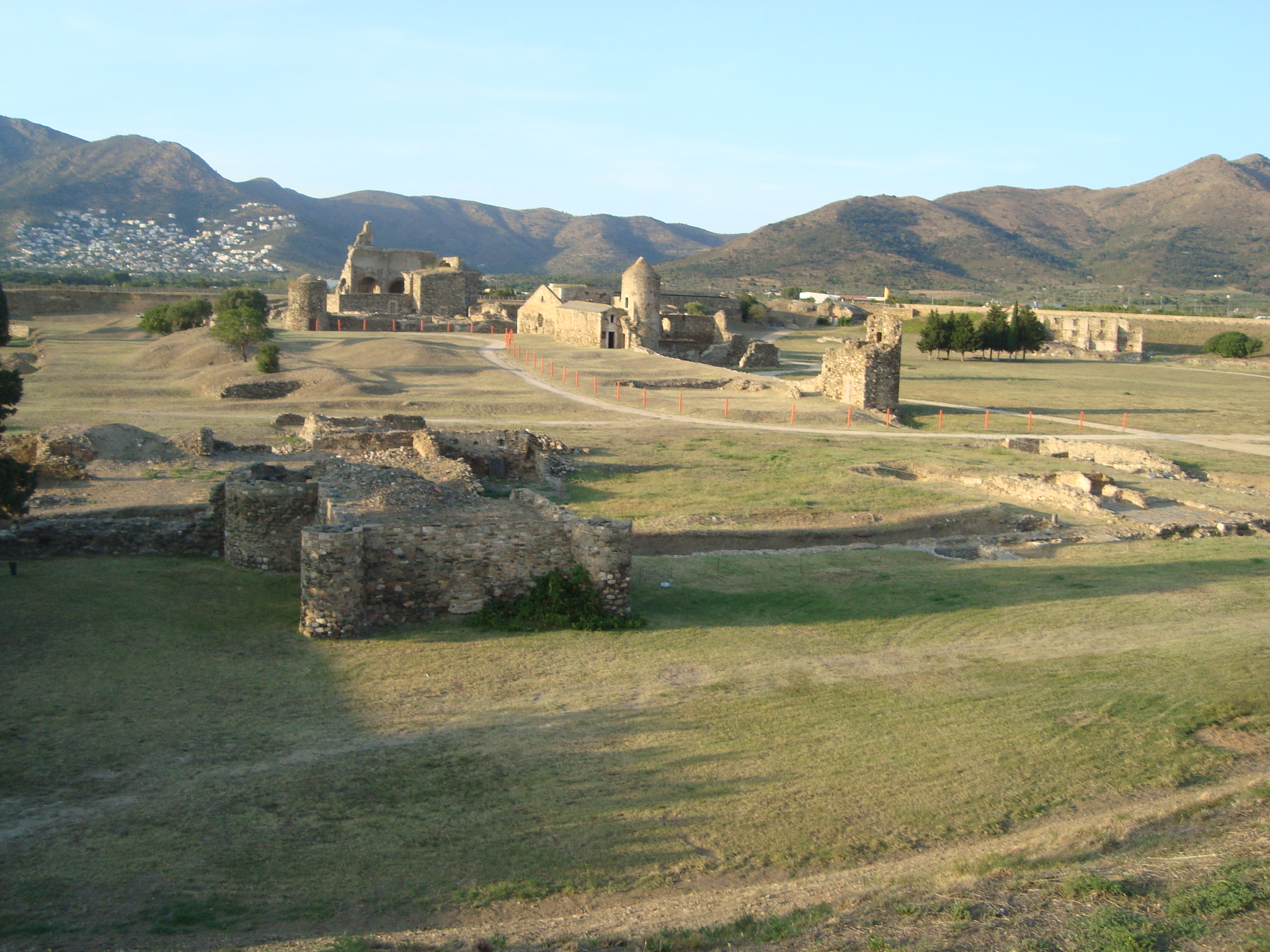
Vue intérieure de la citadelle.
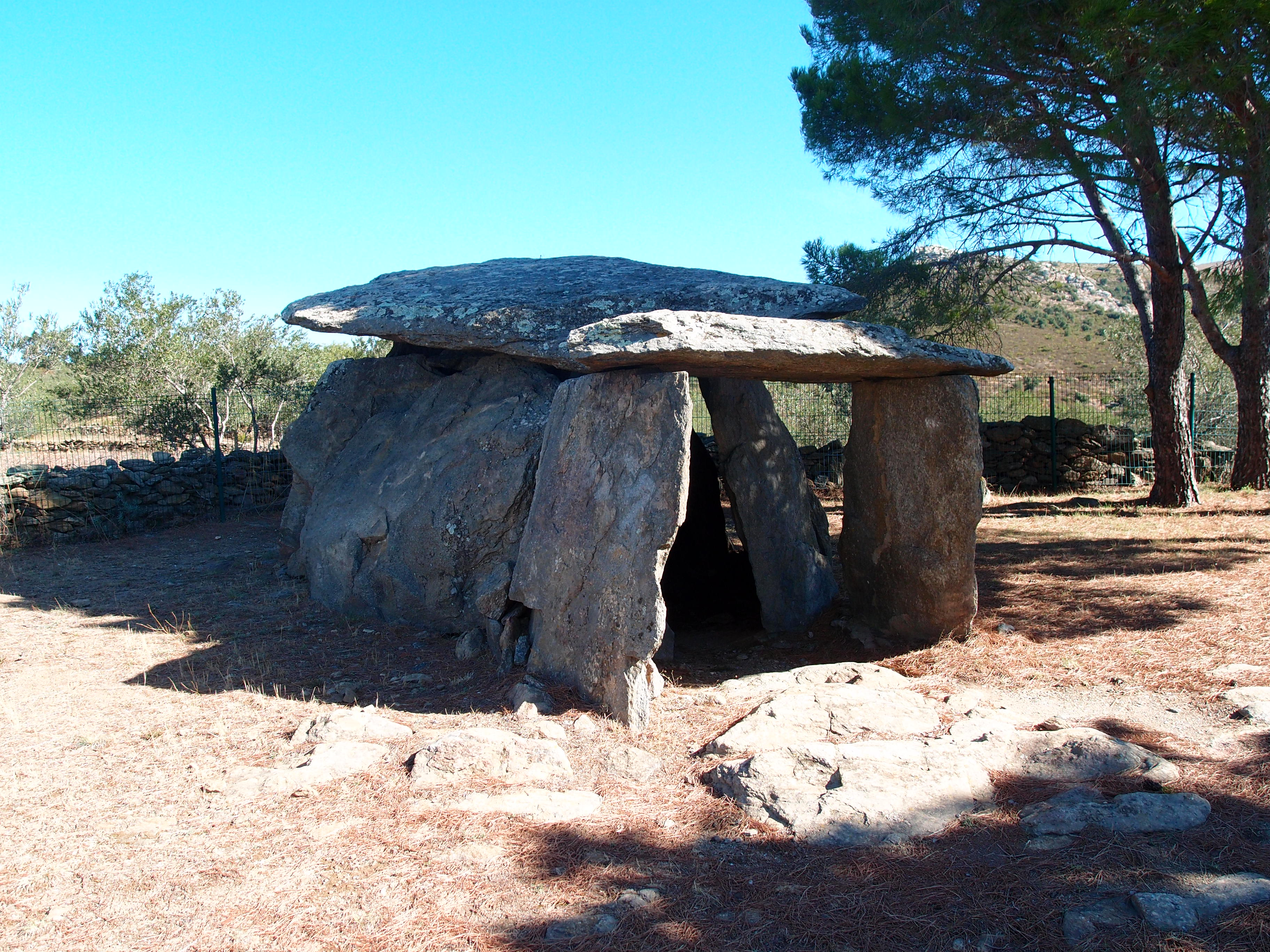
Dolmen de la Creu d'en Cobertella.
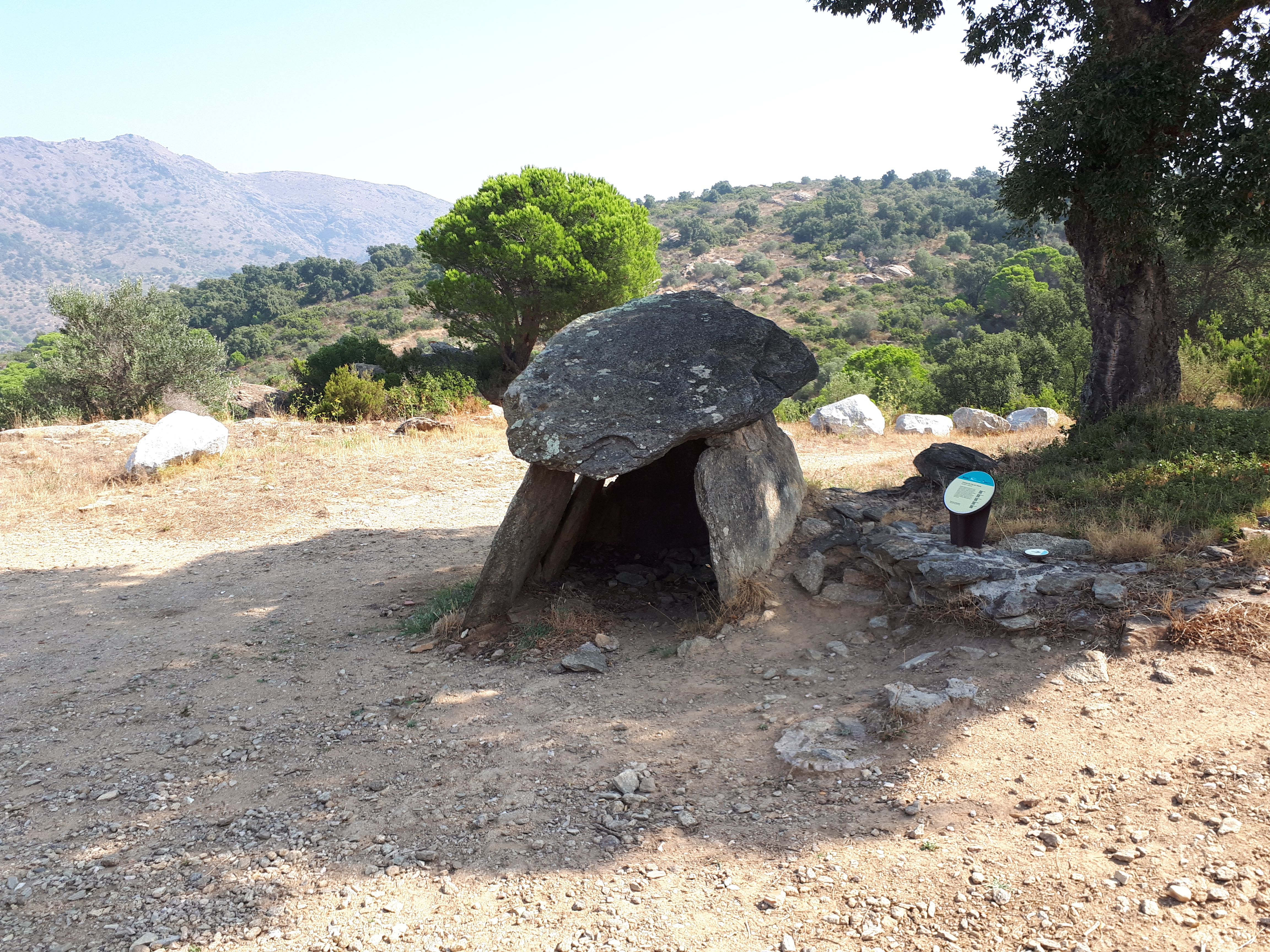
Dolmen del Cap de l'Home.
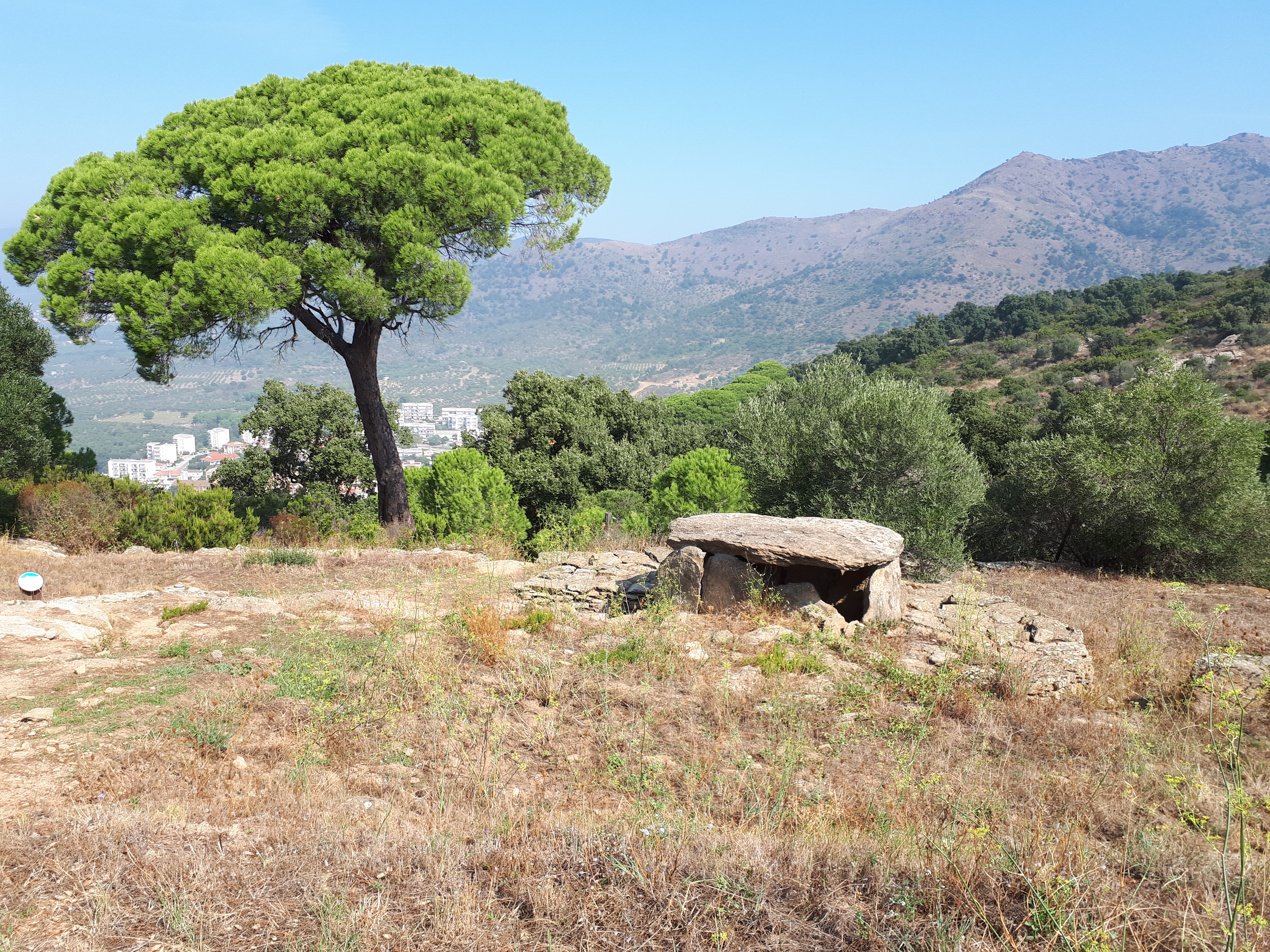
Dolmen del Llit de la Generala.